# Vũ Hồng Quân
Vũ Hồng Quân (sinh ngày 03 tháng 10 năm 1999) là một cầu thủ bóng đá người Việt Nam hiện đang thi đấu ở vị trí tiền vệ cho câu lạc bộ Clb Bóng Đá Bắc Ninh tại V.League 2.

## Sự nghiệp
Vũ Hồng Quân thi đấu cho đội trẻ Than Quảng Ninh trước khi ra mắt đội một ở mùa giải 2020. Anh ký hợp đồng với câu lạc bộ Sài Gòn vào tháng 10 năm 2021.
Tháng 3 năm 2022, Vũ Hồng Quân cùng Phạm Văn Luân được Sài Gòn đưa sang FC Ryukyu ở J2 League thi đấu, theo kế hoạch hợp tác toàn diện giữa 2 đội bóng. Anh ra mắt câu lạc bộ khi vào sân thay người trong trận đấu với Omiya Ardija tại Cúp Hoàng đế Nhật Bản vào ngày 1 tháng 6 năm 2022. Ngày 25 tháng 10, anh chính thức trở lại câu lạc bộ chủ quản Sài Gòn sau khi hết hạn cho mượn tại FC Ryukyu.